# Grimmaer Liederflut
Die Grimmaer Liederflut ist ein internationales Weltmusik-Festival, das bisher zwischen 2004 und 2009 um den 13. August in Grimma veranstaltet wurde.
2002 wurde der historische Kern der Kleinstadt an jenem Tag beim Jahrhunderthochwasser an der Elbe von ihrem Nebenfluss der Mulde überflutet. Das war 2004 der Anlass, um den vielen Helfern mit einem dreitägigen Festival zu danken. Daraus entwickelte sich bis zum Jahr 2007 eine alljährliche Tradition. Über 200 internationale und nationale Künstler präsentierten sich in Konzerten und Kleinkunstveranstaltungen in der historischen Kulisse der Altstadt. Die Schirmherrschaft übernahm zunächst der in Grimma geborene Schauspieler Ulrich Mühe; nach seinem Tod im Jahr 2007 setzte seine Tochter Anna Maria Mühe sein Engagement fort.
Die Besucherzahl schwankte zwischen 17.000 und 9.000 Zuschauern bei der letzten Grimmaer Liederflut im Jahr 2009. Seit 2010 fand kein Festival mehr statt.